# Stará Lehota
Stará Lehota (em húngaro: Szentmiklósvölgye) é um município da Eslováquia, situado no distrito de Nové Mesto nad Váhom, na região de Trenčín. Tem 16,17 km² de área e sua população em 2018 foi estimada em 200 habitantes.

## Demografia
| Ano:        | 1994 | 2004    | 2014    | 2024    |
| ----------- | ---- | ------- | ------- | ------- |
| Broj ljudi: | 294  | 263     | 215     | 176     |
| Razlika:    |      | -10,54% | -18,25% | -18,13% |

| Ano:               | 2023 | 2024   |
| ------------------ | ---- | ------ |
| Número de pessoas: | 177  | 176    |
| Diferença:         |      | -0,56% |